# Julien Mertine
Julien Mertine (Saint-Germain-en-Laye, 25 giugno 1988) è uno schermidore francese, specializzato nel fioretto.

## Biografia
Specialista nell'arma del fioretto, vanta un oro olimpico, un oro mondiale e cinque ori europei nel fioretto a squadre.

## Palmarès
- Giochi olimpici

Tokyo 2020: oro nel fioretto a squadre.
Parigi 2024: bronzo nel fioretto a squadre.
- Mondiali

Kazan 2014: oro nel fioretto a squadre.
Lipsia 2017: bronzo nel fioretto a squadre.
Budapest 2019: argento nel fioretto a squadre.
- Europei

Strasburgo 2014: oro nel fioretto a squadre.
Montreux 2015: oro nel fioretto a squadre.
Tbilisi 2017: oro nel fioretto a squadre.
Düsseldorf 2019: oro nel fioretto a squadre.
Basilea 2024: oro nel fioretto a squadre.